# Церковь Филиппа Митрополита в Мещанской слободе
Церковь святителя Филиппа, митрополита Московского в Мещанской слободе — православный храм Сретенского благочиния Московской епархии. Церковь построена на месте встречи царём Алексеем Михайловичем мощей святителя Филиппа при перенесении их из Соловецкого монастыря в Москву. Полностью перестроена М. Ф. Казаковым в стиле московского классицизма.
Расположена в Центральном административном округе Москвы (улица Гиляровского, 35). Главный престол освящён в честь святителя Филиппа, приделы Алексия человека Божия и преподобного Сергия Радонежского.

## История церкви
9 июля 1652 года мощи святителя Филиппа, привезённые митрополитом Никоном с Соловков, были торжественно встречены в Мещанской слободе крестным ходом с участием царя и церковных иерархов и перенесены в Успенский собор Кремля. На месте их встречи в древней каменной часовне установили деревянный крест, а в 1677 году построили первую деревянную церковь во имя святителя Филиппа. В 1689 году церковь обветшала и была разобрана, а в 1691 году построена вновь из камня.
В 1710 году был освящён придел во имя Алексия человека Божия, который в 1750—1752 годы был перестроен в трапезную церковь. В этот же период была построена церковная колокольня. В 1777 году настоятель церкви Максим Дионисиев писал московскому митрополиту Платону:

Генваря 20 дня 1777 года, поданным Вашему Высокопреосвященству от нас прошением представлено об означенной нашей приходской церкви убогих местах, а особливо в святом алтаре от самого почти фундамента, даже до свода оказались немалые расседины, кои время от времени умножаются, наводя крайнюю опасность. и что по счиненному с общаго нашего согласия архитектором Матвеем Федоровичем Казаковым осмотру, повреждение оной церкви оказалось от слабого фундамента, отчего по мнению ево, архитектора, необходимо следует настоящую церковь со старым алтарем, исключая трапезу и имеющийся при оной придел, всю до фундамента разобрать и вновь постороить. И ныне поспешествующу Божию благополучию и Вашему архипастырскому благословению, собрано и приуготовлено, как материалов, так и наличных денег всего более пяти тысяч рублев. Того ради, Вашего Высокопреосвященства, милостивого архипастыря, покорнейше просим вышеозначенную нашу приходскую церквь разобрать и оную понову возобновить.

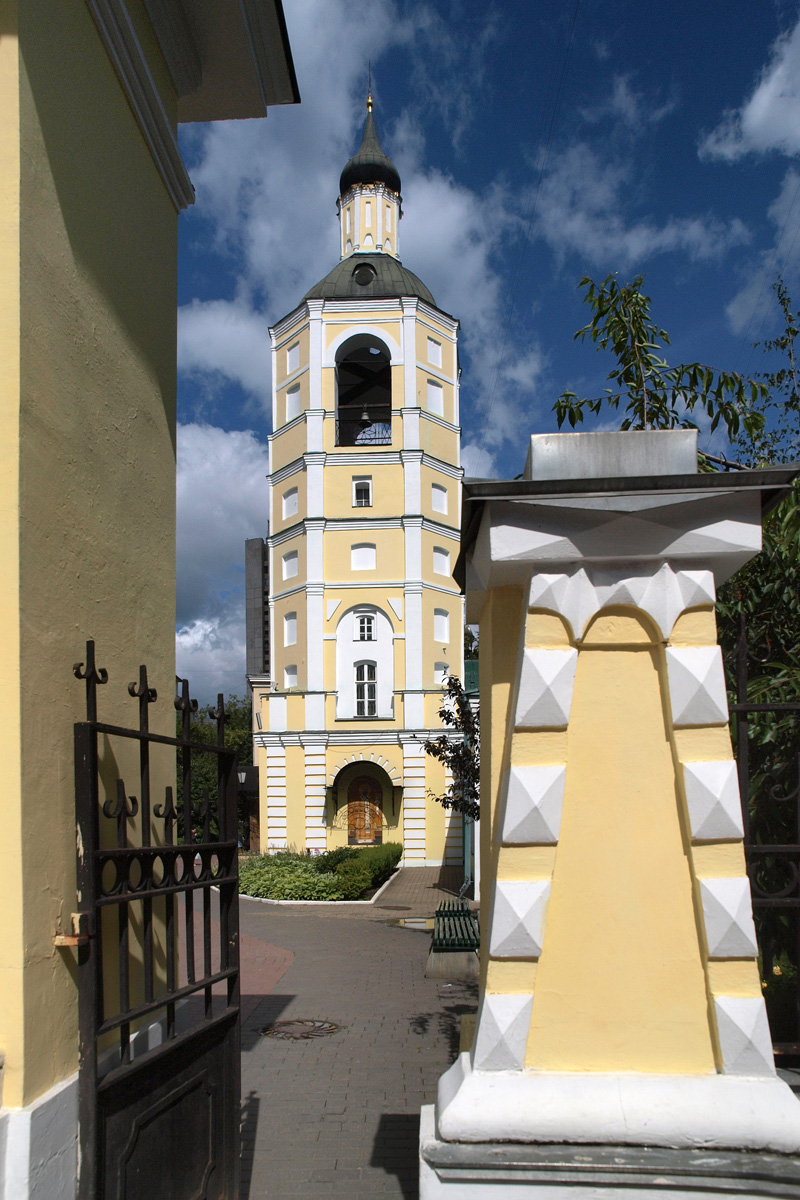
Колокольня церкви Святителя Филиппа

Реконструкция церкви была начата в 1777 году, проект разработал Матвей Казаков, руководство работами осуществлял архитектор Семён Карин. Работы велись 10 лет. Планировалось в Мещанской слободе возвести подворье митрополита Платона, и Филипповскую церковь хотели сделать домовой церковью митрополита, но проект не был реализован, и построенный величественный храм остался приходской церковью. Освящение церкви после реконструкции состоялось в 1788 году.
В 1827 году к трапезной был пристроен придел во имя преподобного Сергия Радонежского. В XIX веке рядом с храмом возвели дома для его церковнослужителей. В 1889 году на средства купца Н. Ф. Степанова при Филипповской церкви построили богадельню. В 1896 году при церкви была открыта церковно-приходская школа. Кроме неё, в приходе Филипповской церкви работал Николаевский детский приют Московского благотворительного общества, Городское начальное училище и Железнодорожное училище (в них должности учителей Закона Божия исполняли клирики Филипповской церкви).
Церковь была закрыта в 1939 году. В конце 1940-х годов на месте домов священнослужителей построили школу, а позднее при строительстве спорткомплекса «Олимпийского» были снесены остальные здания ансамбля церкви, за исключением самого храма, который отдали под госучреждение.
В 1991 году здание церкви было возвращено Русской православной церкви. 16 июля 1992 года патриарх Алексий II совершил освящение храма, начались восстановительные работы. В 1994 году при храме началось строительство Сибирского подворья. К 1997 году были построены: часовня в честь просветителей Сибирских земель (преподобного Германа Аляскинского, святителей Иннокентия Иркутского, Иоанна Тобольского, Иннокентия Московского), представительский и паломнический корпуса.

## Архитектура
Матвей Казаков при реконструкции церкви пристроил церковь-ротонду к трапезной и колокольне 1750—1752 годов. Ротонда украшена наличниками, фризом и четырёхколонными ионическими портиками с лепниной. Венчает ротонду лёгкий купол-фонарик. Интерьер церкви в западной части украшают поставленные полукругом колонны большого ордера, в алтарной части такой же полукруг выполнен из колонн малого ордера.

## Настоятели
| до закрытия храма: - иерей Иван Федоров (1747—1760) - иерей Максим Дионисиев (1760—1783) - иерей Иван Сергиев Александровский (1783—1806) - иерей Алексий Константинов (1806—1827) - иерей Стефан Иванович Некрасов (1843—1850) - иерей Петр Ильич Никольский (1850—1862) - иерей Василий Николаевич Богородский (1871—1888) - протоиерей Алексей Николаевич Добролюбов (1894—1913) - иерей Иван Николаевич Сахаров (1906—1910) - протоиерей Георгий Николаевич Орлов (1914—1917) | после открытия в 1991 году: - иеромонах Марк (Клименко) (1991—1998) - и.о. настоятеля, протоиерей Олег Кириллов (1998—2000) - протоиерей Анатолий Покладов (2000—2002) - протоиерей Иоанн Зарецкий (с 2002 года) - митрополит Константин (Островский) (с 2022 года) |

## Воскресная школа
Воскресная школа при храме святителя Филиппа, митрополита Московского, была открыта в 2001 году. Занятия проводятся в храме и помещения комплекса «Сибирское подворье», преподавание осуществляют силами клириков и прихожан.

## Примечание
1. ↑  Церковь Филиппа Митрополита в Мещанской слободе // Москва: Энциклопедия / гл. ред. С. О. Шмидт; сост.: М. И. Андреев, В. М. Карев. — М. : Большая российская энциклопедия, 1997. — 976 с. — 100 000 экз. — ISBN 5-85270-277-3.
2. 1 2  Московские церкви святителя Филиппа. Дата обращения: 18 декабря 2009. Архивировано из оригинала 17 декабря 2009 года.
3. ↑  История храма святителя Филиппа, митрополита Московского, в Мещанской слободе города Москвы. Дата обращения: 18 декабря 2009. Архивировано 13 июня 2011 года.
4. 1 2  Филиппа, митрополита Московского в Мещанской слободе храм с часовней свт. Иннокентия Иркутского. Дата обращения: 18 декабря 2009. Архивировано 20 мая 2011 года.
5. ↑  Храм свт. Филиппа, митрополита Московского, в Мещанской слободе города Москвы - Воскресная школа для детей и взрослых при храме святителя Филиппа, митрополита Московского, в Мещанской слободе города Москвы. st-philipp-church.prihod.ru. Дата обращения: 30 марта 2019. Архивировано 30 марта 2019 года.